# 清水哲太郎
清水 哲太郎（しみず てつたろう、1948年2月1日 - ）は、日本のバレエダンサー、振付家である。松山バレエ団総代表。

## 略歴
松山バレエ団創設者の松山樹子と清水正夫の長男として生まれる。妻はバレリーナの森下洋子。
保善高等学校卒業。1966年、北京に留学し、1968年の松山バレエ団公演でデビューした。1974年、ヴァルナ国際バレエコンクールにて銅賞を受賞したのを始め、受賞歴多数である。
現在も、松山バレエ団を代表する男性舞踊手として活躍を続けている。また、バレエの振付・演出も手がけ、作品は多岐にわたっている。

## 主な振付作品
- 新・白鳥の湖
- くるみ割り人形
- コッペリア
- ジゼル
- シンデレラ
- ロミオとジュリエット
- アレテー
- マンダラ

## 主な受賞歴
- 1974年：ヴァルナ国際バレエコンクール銅賞
- 1977年：文化庁芸術祭大賞、第9回舞踊批評家協会賞
- 1978年：芸術選奨文部大臣賞
- 1980年：文化庁芸術祭大賞
- 1981年：橘秋子優秀賞
- 1986年：第17回舞踊批評家協会賞
- 1987年：第3回服部智恵子賞、第18回舞踊批評家協会賞
- 1988年：第10回ニムラ舞踊賞
- 1989年：橘秋子賞特別賞
- 2000年：舞踊芸術賞
- 2005年：紫綬褒章[2]

## 出演
- くるみ割り人形（1979年の人形劇アニメ映画）[3]

## 著書
- 『ミニレディー百科 バレエ入門』（松山樹子監修、小学館、小学館入門百科シリーズ） 1978年
- 『バレエの世界 - 踊る・創る・鍛える』（講談社） 1983年